# La Mezquita (La Merca)
La Mezquita (llamada oficialmente San Pedro da Mezquita) es una parroquia y un lugar del municipio español de La Merca, en la provincia de Orense, Galicia.

## Toponimia
La parroquia también es conocida por el nombre de San Pedro de La Mezquita.

## Organización territorial
La parroquia está formada por once entidades de población:

### Entidades de población
Entidades de población que forman parte de la parroquia:
- A Mezquita, que abarca los lugares de:
  - A Eirexa
  - Freixeiro
  - Loureiro
  - A Torre
  - Nogueira
- Compostela
- O Campo
- Outeiro
- O Val

### Despoblado
Despoblado que forma parte de la parroquia:
- Arcas

## Demografía

### Parroquia
| Gráfica de evolución demográfica de La Mezquita (parroquia) entre 2000 y 2022 |
|                                                                               |
| Datos según el nomenclátor publicado por el INE.                              |

### Lugar
| Gráfica de evolución demográfica de A Mezquita (lugar) entre 2000 y 2022 |
|                                                                          |
| Datos según el nomenclátor publicado por el INE.                         |

## Patrimonio histórico y artístico
La Iglesia de San Pedro de La Mezquita (en gallego, Igrexa de San Pedro de A Mezquita), fue declarada en 1931 Bien de interés cultural con la categoría de Monumento histórico-artístico. Es de origen románico, con una inscripción de 1202, aunque ya aparece citada en el año 986), con elementos de transición al gótico.
Es de planta longitudinal de una sola nave, con contrafuertes y delimitada por una imposta que recorre todo el edificio, bajo la que se encuentra una sucesión continua de medallones que representan animales simbólicos (lobo, serpiente), antropomorfos y una roseta. Remata en un piñón sobre el que se dispone un Agnus Dei y una cruz con el cordero mirando hacia el oeste, caso único en Galicia.